# بلک فلگ
بلَک فلَگ (به انگلیسی: Black Flag) یک گروه موسیقی پانک راک آمریکایی بود که در سال ۱۹۷۶ در هرموسا بیچ کالیفرنیا شکل گرفت. شکل‌گیری بلَک فلَگ عمدتاً زاییدهٔ اندیشهٔ گرِگ گین گیتاریست، ترانه‌سرای اصلی و تنها عضو ثابت طی تغییر مکرر ترکیب نفرات گروه بود. از بلَک فلَگ به‌عنوان یکی از اولین گروه‌های سبک پانک راک یاد می‌شود. وب‌گاه آل‌میوزیک از آن‌ها به‌عنوان یکی از تاثیرگذارترین گروه‌های هاردکور پانک یاد کرده‌است.
در سال ۱۹۸۱ زمانی که کمپانی اِم‌سی‌اِی به‌دلیل آن‌چه که «ابتذال» و «عدم پایبندی بلَک فلَگ به اصول اخلاقی» عنوان کرد، از انتشار اولین آلبوم آن‌ها خودداری کرد، گین تصمیم گرفت آلبوم را تحت لیبل خودش با نام اِس‌اِس‌تی روانهٔ بازار کند. این آلبوم که با نام Damaged منتشر شد یکی از آثار شاخص بلک فلگ و سبک هاردکور پانک به‌شمار می‌آید.
نشان بلَک فلَگ که شامل ۴ پرچم سیاه عمودی به‌همراه تایپوگرافی نام گروه‌است از نمادهای شناخته‌شدهٔ پانک راک است. یکی از معانی این طرح تضاد آن با پرچم سفید-نماد صلح- و اشاره به پرچم سیاه از نمادهای رایج آنارشیسم است.

## آلبوم‌های استودیویی
| نام آلبوم     | سال انتشار |
| ------------- | ---------- |
| ۱. Damaged    | ۱۹۸۱       |
| ۲. My War     | ۱۹۸۴       |
| ۳. Family Man | ۱۹۸۴       |
| ۴. Slip It In | ۱۹۸۴       |
| ۵. Loose Nut  | ۱۹۸۵       |
| ۶. In My Head | ۱۹۸۵       |